# S91
«S91» (abreviatura que hace referencia al salmo 91) es una canción de la cantante colombiana Karol G. Fue lanzada el 13 de julio de 2023 a través de Bichota Records e Interscope como el sencillo principal del segundo mixtape de Karol G, Mañana será bonito (Bichota Season).

## Antecedentes y lanzamiento
En febrero de 2023, Karol G lanzó su cuarto álbum de estudio, Mañana será bonito (2023). A inicios de junio de 2023, lanzó «Watati» como un sencillo promocional de la banda sonora de la película de 2023 Barbie; la canción cuenta con la participación del músico panameño Aldo Ranks. En julio de 2023, la cantante anunció «S91» en sus redes sociales unos días antes de su lanzamiento. En su cuenta de Instagram, mencionó que la canción es un regalo que les quiso dar a sus fans, mostrando su agradecimiento a Dios y asegurando que decidió lanzarla el 13 de julio, ya que el 13 es su número favorito espiritualmente.
La canción fue oficialmente lanzada para descarga digital y streaming el 13 de julio de 2023.

## Composición
«S91» es una canción de EDM y trap latino, con ritmo reguetón. El título es una abreviación que hace referencia al salmo 91 y líricamente, la cantante habla sobre el costo de la fama y el amor por sus seres queridos, pero también, de su carrera y la envidia que suscita a su éxito.

## Video musical
El video musical de «S91» fue lanzado el mismo día que el sencillo. En el video, la cantante aparece arrodillada en el desierto con un traje de malla negro y con cabello rosado, el cual tiene trenzas negras. En la siguiente escena, se ve a un grupo de bailarines y actores listos para iniciar una batalla y corren para atacar a su objetivo.

## Posicionamiento en listas
| Lista                                 | Mejor posición |
| ------------------------------------- | -------------- |
| Bolivia (Monitor Latino)              | 9              |
| Chile (Chile Songs)                   | 15             |
| Colombia (Colombia Songs)             | 4              |
| Costa Rica (Monitor Latino)           | 7              |
| Ecuador (Ecuador Songs)               | 16             |
| El Salvador (Monitor Latino)          | 11             |
| España (Top 100 Canciones)            | 24             |
| Estados Unidos (Billboard Hot 100)    | 63             |
| Estados Unidos (Hot Latin Songs)      | 10             |
| Guatemala (Monitor Latino)            | 14             |
| Global (Billboard Global 200)         | 43             |
| Honduras (Monitor Latino)             | 10             |
| Panamá (Monitor Latino)               | 7              |
| Perú (Peru Songs)                     | 22             |
| República Dominicana (Monitor Latino) | 2              |
| República Dominicana (Sodinpro)       | 15             |